# کفال آفریقای جنوبی
کفال آفریقای جنوبی (نام علمی: Chelon richardsonii) نام یک گونه از سرده کشف‌ماهی‌ها است.